# Ньямойя, Альбин
Альбин Ньямойя (рунди и фр. Albin Nyamoya; 27 июля 1924, провинция Нгози — 31 января 2001, там же) — бурундийский политик, премьер-министр Бурунди с 6 апреля 1964 по 7 января 1965 года и с 15 июля 1972 по 5 июня 1973 года.

## Биография
Этнический тутси и при этом не представитель высшей аристократии, в 1963 году Ньямойя занял пост министра внутренних дел в правительстве «Союза за национальный прогресс» (UPRONA) во главе с хуту Пьером Нгендандумве, а позже сменил его на посту главы правительства в качестве компромиссного кандидата в условиях политического кризиса, вызванного столкновениями между составлявшими большинство населения хуту и тутси, к которым принадлежали королевская семья и большая часть политической элиты. В 1965 году король Мвамбутса IV был вынужден восстановить на посту премьер-министра Нгендандумве, вскоре убитого, что спровоцировало политический кризис, в конечном счёте через год приведший к свержению монархии и приходу к власти диктатора-тутси Мишеля Мичомберо.
Вторично Ньямойя возглавил правительство по инициативе президента Мичомберо, ранее лично занимавшего этот пост, в условиях восстания хуту, субсидируемого Танзанией и совпавшего с убийством вернувшегося в Бурунди в попытке вернуть власть последнего короля Нтаре V. Когда через год ситуация была урегулирована, пост премьер-министра был упразднён. Удалившись из политической жизни, скончался в родной деревне.